# Стрежнику (Прахова)
Стрежнику (рум. Strejnicu) насеље је у Румунији у округу Прахова у општини Таргшору Веки. Oпштина се налази на надморској висини од 177 m.

## Становништво
Према подацима из 2002. године у насељу је живело 5343 становника, од којих су сви румунске националности.